# Bep Geuer
Lamberta Johanna Josephine (Bep) Geuer (Utrecht, 7 maart 1888 - Parijs, maart 1974) was een Nederlands pianist, muziekpedagoog en componist, die vanaf de jaren twintig tot haar dood voornamelijk in Parijs les gaf. Haar bijnaam was La Bep.
Ze was dochter van Josephina Huberdina Stein en glazenier Heinrich Geuer. Zus Elisabeth Lamberta (Elly) Geuer (1876-1944) gaf (zang)les. Tussen 1913 en 1924 was ze getrouwd met Henricus Leonardus (Henri) Scheepers, schoolhoofd van de Sint Antonisschool te Haarlem.
Ze kreeg haar muziekopleiding van Johan Wagenaar, Catharina van Rennes en Lucie Veerman-Bekker. In 1911 verkreeg ze haar toonkunstdiploma en begon in haar woning Schroeder van der Kolkstraat privéles te geven. Ze had vervolgens een kinderballetschool in Haarlem (Berta Scheepers-Geuer).
Na een kortstondig bezoek aan Parijs vestigde ze zich rond 1925 daar aan de Rue Huygens. Eenmaal in Parijs vestigde ze zich als pedagoog en pianiste. Er vonden ook aanvullende studies plaats bij Nadia Boulanger en Charles Koechlin op compositorisch gebied. Instrumentatie leerde ze bij Marcel Delannoy. Haar woning werd gebruikt als verzamelplaats van kunstenaars (cercle de Geuer). Van daaruit gaf ze als componist ook wel les in Kerkrade (MMS).
In 1956 kreeg ze de onderscheiding Rosette d'officier de l’association du mérité éducatif. 
Een van haar leerlingen was Karel Mengelberg. 
Ze overleed op 86-jarige leeftijd in de eerste weken van maart 1974 (de Volkskrant heeft het over 'vorige week'). Het Allard Pierson Museum heeft haar muzikaal sprookje  Sneeuwwitje in zijn collectie.
- Bibliothèque nationale de France: cb148258467 (data)
- Gemeinsame Normdatei: 1089763735
- Virtual International Authority File: 1535145856885822920262